# EURO 工藤静香
『EURO 工藤静香』（ユーロ くどうしずか）は、工藤静香のリミックス・アルバム。2000年9月20日発売。発売元はポニーキャニオン。規格品番：PCCA-01468。

## 解説
シングルA面曲をユーロビートにリアレンジした企画アルバムであるが、本作品は工藤静香自身の意思が反映されていない非公認アルバムとなる。
本作品が発売された2000年は、パラパラの第3次ブームと定義される時期である。初回生産分のCDパッケージ内には、ディスコ「Twin Star」のイベント優待券が封入された。
同時発売で『EURO おニャン子』（PCCA-01469）が発売。当作品には、工藤がメンバーとして参加していたうしろ髪ひかれ隊の「あなたを知りたい」が収録されている。

## 収録曲
1. MUGO・ん…色っぽい（5:12）
  - 作詞: 中島みゆき、作曲: 後藤次利、リミックス: Seiji Honma
2. 嵐の素顔（3:47）
  - 作詞: 三浦徳子、作曲: 後藤次利、リミックス: Seiji Honma
3. くちびるから媚薬（4:20）
  - 作詞: 松井五郎、作曲: 後藤次利、リミックス: Seiji Honma
4. 慟哭（5:04）
  - 作詞: 中島みゆき、作曲: 後藤次利、リミックス: Seiji Honma

## シリーズ作品
- EURO おニャン子